# Caffè San Marco

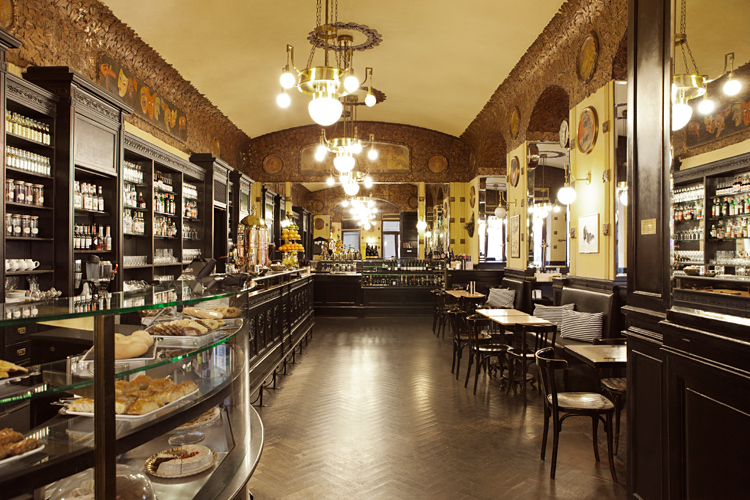
Intérieur.

Le Caffè San Marco est un lieu historique et un restaurant situé à Trieste, dans le Frioul-Vénétie Julienne en Italie, via Battisti 18. Fondé le 3 janvier 1914, l'endroit est célèbre pour avoir toujours été l'un des principaux lieux de rencontre des intellectuels de la ville.

## Histoire

### Premières années et fermeture forcée
Le Caffè San Marco est inauguré le 3 janvier 1914, au rez-de-chaussée d'un immeuble appartenant aux Assicurazioni Generali, construit en 1912, alors propriété de Marco Lovrinovich, originaire de Poreč. Immédiatement le lieu devient un lieu de rencontre des étudiants et intellectuels, mais pas seulement : le café, en effet, accueille de jeunes irrédentistes, et abrite aussi un atelier de fabrication de faux passeports pour permettre aux patriotes anti-autrichiens de s'enfuir en Italie. Pour ces raisons, le 23 mai 1915, un groupe de soldats de l'armée austro-hongroise pénètre dans les lieux, les ravage et décrète sa fermeture définitive. Lovrinovich lui-même est brutalement expulsé, puis incarcéré à Liebenau, en Autriche, pour s'être volontairement provoqué un trachome avec une solution bactérienne, afin de ne pas servir dans l'armée de terre austro-hongroise.

### Années suivantes et réouverture
Dans les années qui suivent, de la fin de la Première Guerre mondiale à la fin de la Seconde Guerre mondiale, le Caffè San Marco reste à l'abandon. Le tournant survient après la Seconde Guerre mondiale, lorsque, à l'initiative des Assicurazioni Generali, il fait l'objet d'une série de restaurations complètes, tant de la façade que de l'intérieur. La dernière restauration remonte à 1997 ; le restaurant continue son activité aujourd'hui.

### Le lieu aujourd'hui

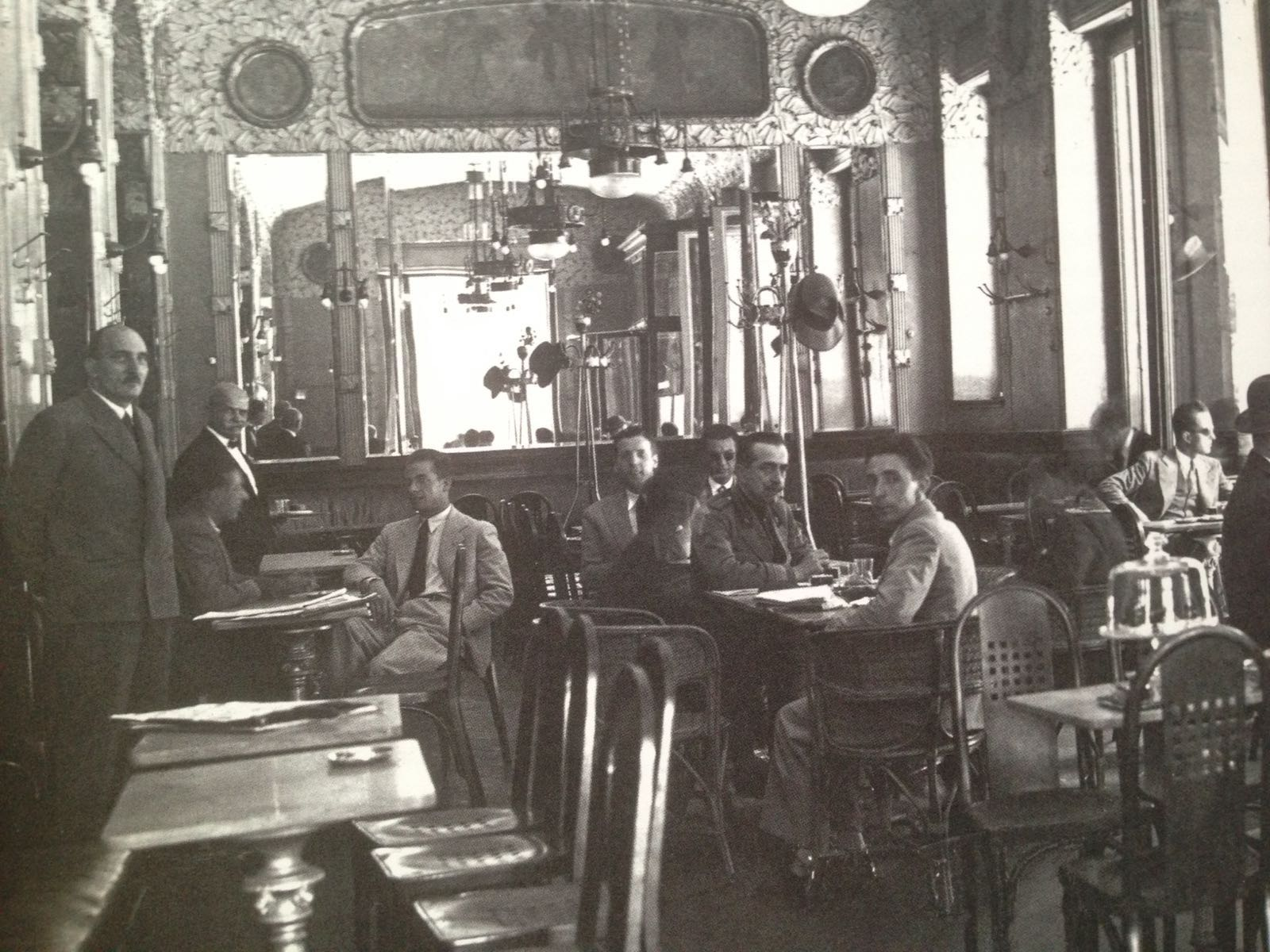
Photo historique du Caffè San Marco.

Le restaurant rouvre avec une nouvelle direction le 27 octobre 2013, se transformant en café, centre culturel et librairie, sous la direction des sœurs Stock, souvent décrite par Claudio Magris, célèbre client du café, puis de Franco Filippi de 1997 à 2012. Le restaurant propose deux nouveautés : l'organisation d'expositions d'artistes locaux et un service de restauration, ce qui lui valut d'être mentionné dans le guide Gambero Rosso. En 1989, le Caffè San Marco a reçu la distinction de « lieu historique d'Italie ».

## Clients célèbres
Parmi les intellectuels et artistes qui ont fréquenté ou fréquentent encore le Caffè San Marco au fil des années, on peut citer :
- Fulvio Tomizza ;
- Italo Svevo ;
- Umberto Saba ;
- James Joyce ;
- Edoardo Weiss ;
- Giani Stuparich ;
- Scipio Slataper ;
- Virgilio Giotti ;
- Claudio Magris ;
- Giorgio Voghera ;
- José Ángel González Sainz ;
- Massimiliano Sartor ;
- Alexandre March le Grand ;
- Mauro Covacich ;

## Description
Le mobilier et les décorations du Caffè San Marco répondent au style de la Sécession viennoise, toujours en vogue dans les années de sa fondation. Les décorations des plafonds et des murs sont attribuées à divers artistes relativement célèbres, comme le peintre sécessionniste Vito Timmel, également un client fréquent du café. Ces décors reprennent notamment des nus masculins (métaphores des fleuves du Frioul, de Vénétie julienne, d'Istrie et de Dalmatie), des feuilles de caféier et des fleurs. Le mobilier de la pièce est majoritairement en bois d'acajou travaillé. Les tables en marbre ont des supports en fonte, avec des décorations à tête de lion (symbole de Venise), qui étaient utilisées par les Autrichiens comme preuve de la présence de clients irrédentistes italiens.